# Houtkroesje
Houtkroesje (Absconditella lignicola) is een korstmossoort uit de familie Stictidaceae. Hij leeft in symbiose met een chlorococcoïde alg. 

## Determinatie
Het thallus is meestal grijsgroen van kleur. De apotheciën zijn 0,1–0,2 mm in diameter, bleekcrème, urceolaat met volledige randen. De ascosporen zijn 3-septaat en meten 10–15 × 4,5–6,5 µm.

## Verspreiding
Houtkroesje heeft een Euraziatische verspreidingsgebied. In Nederland is het zeer zeldzaam.